# Pedro Leite
Pedro Grehs Leite  (Porto Alegre, 1983), mais conhecido como Pedro Leite, é um autor de livros infantis, ilustrador e quadrinista brasileiro conhecido por suas webtiras Quadrinhos Ácidos (de 2013 a 2016), Tirinhas do Zodíaco (2011) e Sofia e Otto (desde 2017). Seus quadrinhos de humor viralizaram na internet, possuindo sátiras do cotidiano sobre assuntos delicados como racismo, machismo e consumismo.[carece de fontes?] Pedro possui oito livros publicados e mais de 500 mil seguidores na redes sociais.[carece de fontes?]  Se formou no curso de Publicidade e Propaganda (ESPM), mas decidiu dedicar-se aos seus projetos autorais.[carece de fontes?]

Entre 2013 e 2014, colaborou com a Revista MAD e Revista Recreio. Em 2013, ganhou o Troféu Angelo Agostini (categoria de melhor fanzine) e, em 2016, ganhou o Troféu HQ Mix (categoria de melhor webquadrinho) por Quadrinhos Ácidos.